# 馮良輔
馮良輔（1453年—？），字熙之，廣西慶遠府宜山縣人，民籍，明朝政治人物。

## 生平
廣西鄉試第十四名舉人。成化十七年（1481年）中式辛丑科會試第三十一名，二甲第五十三名進士。授兵部主事，歷官员外郎、郎中，弘治十四年（1501年）十月升廣東布政司左參議，十八年正月考察以不謹降調。

## 家族
曾祖馮思義；祖父馮永敬，封員外郎；父馮俊，按察司副使。母吳氏（封宜人）。